# Pipistrellus javanicus
Pipistrellus javanicus là một loài động vật có vú trong họ Dơi muỗi, bộ Dơi. Loài này được Gray mô tả năm 1838.